# Хигаси, Кэйго
Кэйго Хигаси (яп. 東 慶悟; 20 июля 1990, Китакюсю) — японский футболист, нападающий клуба «Токио».

## Клубная карьера
Кэйго Хигаси начинал свою карьеру футболиста в клубе «Оита Тринита». 4 апреля 2009 года он дебютировал в Джей-лиге 1, выйдя на замену в концовке гостевого поединка против команды «Урава Ред Даймондс». 1 августа того же года Хигаси забил свой первый гол на высшем уровне, сравняв счёт в домашней игре с «Нагоей Грампус». Следующий сезон он провёл с командой в Джей-лиге 2, а с начала 2011 года стал футболистом клуба Джей-лиги 1 «Омия Ардия». 3 декабря 2011 года в рамках последнего тура чемпионата Хигаси сделал дубль, отметившись в домашнем матче с «Ванфоре Кофу». С начала 2013 года Кэйго Хигаси выступает за команду Джей-лиги 1 «Токио».

## Карьера в сборной
В составе молодёжной сборной Японии Кэйго Хигаси выиграл футбольный турнир на летних Азиатских играх 2010 года в Китае. Его гол стал единственным и победным в четвертьфинале с молодёжной сборной Таиланда.
Кэйго Хигаси был включён в состав олимпийской сборной Японии на футбольной турнир Олимпийских игр 2012 года в Лондоне. Он провёл на этом соревновании шесть из семи матчей своей команды, появившись в основном составе в пяти играх.